# Selección de fútbol sub-17 de Camerún
La Selección de fútbol sub-17 de Camerún, conocida también como la Selección infantil de fútbol de Camerún, es el equipo representativo del país en la Copa Mundial de Fútbol Sub-17 y en el Campeonato Africano Sub-17, y es controlada por la Federación Camerunesa de Fútbol.

## Palmarés
- Campeonato Africano Sub-17: 2

 Campeón (1): 2003 y 2019
- Torneo UNIFFAC Sub-17: 1

2008

## Estadísticas

### Campeonato Africano Sub-17
- 1995 : No participó
- 1997 : No clasificó
- 1999 : 4.º Lugar
- 2001 : 1.ª Ronda
- 2003 :  Campeón
- 2005 : No clasificó
- 2007 : No clasificó
- 2009 : 1.ª Ronda
- 2011 : No clasificó
- 2013 : No clasificó
- 2015 : 1.ª Ronda
- 2017 : 1.ª Ronda
- 2019 :  Campeón
- 2023 : Fase de grupos

### Mundial Sub-17
| Año                         | Fase           | Posición     | PJ           | PG           | PE           | PP           | GF           | GC           |
| --------------------------- | -------------- | ------------ | ------------ | ------------ | ------------ | ------------ | ------------ | ------------ |
| China 1985                  | No clasificó   | No clasificó | No clasificó | No clasificó | No clasificó | No clasificó | No clasificó | No clasificó |
| Canadá 1987                 | No clasificó   | No clasificó | No clasificó | No clasificó | No clasificó | No clasificó | No clasificó | No clasificó |
| Escocia 1989                | No clasificó   | No clasificó | No clasificó | No clasificó | No clasificó | No clasificó | No clasificó | No clasificó |
| Italia 1991                 | No clasificó   | No clasificó | No clasificó | No clasificó | No clasificó | No clasificó | No clasificó | No clasificó |
| Japón 1993                  | No clasificó   | No clasificó | No clasificó | No clasificó | No clasificó | No clasificó | No clasificó | No clasificó |
| Ecuador 1995                | No clasificó   | No clasificó | No clasificó | No clasificó | No clasificó | No clasificó | No clasificó | No clasificó |
| Egipto 1997                 | No clasificó   | No clasificó | No clasificó | No clasificó | No clasificó | No clasificó | No clasificó | No clasificó |
| Nueva Zelanda 1999          | No clasificó   | No clasificó | No clasificó | No clasificó | No clasificó | No clasificó | No clasificó | No clasificó |
| Trinidad y Tobago 2001      | No clasificó   | No clasificó | No clasificó | No clasificó | No clasificó | No clasificó | No clasificó | No clasificó |
| Finlandia 2003              | Fase de grupos | 10.º         | 3            | 0            | 3            | 0            | 7            | 7            |
| Perú 2005                   | No clasificó   | No clasificó | No clasificó | No clasificó | No clasificó | No clasificó | No clasificó | No clasificó |
| Corea del Sur 2007          | No clasificó   | No clasificó | No clasificó | No clasificó | No clasificó | No clasificó | No clasificó | No clasificó |
| Nigeria 2009                | No clasificó   | No clasificó | No clasificó | No clasificó | No clasificó | No clasificó | No clasificó | No clasificó |
| México 2011                 | No clasificó   | No clasificó | No clasificó | No clasificó | No clasificó | No clasificó | No clasificó | No clasificó |
| Emiratos Árabes Unidos 2013 | No clasificó   | No clasificó | No clasificó | No clasificó | No clasificó | No clasificó | No clasificó | No clasificó |
| Chile 2015                  | No clasificó   | No clasificó | No clasificó | No clasificó | No clasificó | No clasificó | No clasificó | No clasificó |
| India 2017                  | No clasificó   | No clasificó | No clasificó | No clasificó | No clasificó | No clasificó | No clasificó | No clasificó |
| Brasil 2019                 | Fase de grupos | 23.º         | 6            | 0            | 0            | 3            | 1            | 6            |
| Indonesia 2023              | No clasificó   | No clasificó | No clasificó | No clasificó | No clasificó | No clasificó | No clasificó | No clasificó |
| Total                       | 2/19           | 64.º         | 9            | 1            | 3            | 3            | 8            | 13           |

## Jugadores destacados
- Dany Nounkeu
- Alexandre Song
- Landry N'Guemo
- Serge N'Gal
- Stéphane Mbia